# Testament van Jakob
Het Testament van Jakob is een joodse pseudepigrafische tekst waarin God de aartsengel Michaël naar Jakob zendt met de boodschap dat deze zich dient voor te bereiden op zijn aanstaande dood.  

## Het literaire genre
Het Testament van Abraham, het Testament van Isaak en het Testament van Jakob vormen gezamenlijk een vertelling in drie fasen, hoewel de drie teksten geschreven moeten zijn door steeds verschillende auteurs op ook verschillende tijdstippen. Het genre het testament van had in de eerste eeuwen van de jaartelling een grote populariteit in de joodse literatuur. Het Testament van Mozes, Testament van Adam, Testament van Salomo zijn slechts enkele andere voorbeelden. In de meeste van deze teksten geven bijbelse helden hun kinderen instructies over juist gedrag en over het handhaven van de Mozaische wet. Het  Testament van Abraham neemt in dit genre een aparte positie in. In tegenstelling tot de rest van het genre ligt Abraham niet kalm en in alle rust op zijn sterfbed, maar hij verzet zich hevig tegen zijn naderende dood. Hij is bovendien niet de gehoorzame dienaar van God die in de rest van het genre beschreven wordt. 
De tekst van zowel het  Testament van Isaak  als het Testament van Jakob   steunen vooral op die van het  Testament van Abraham. De gebeurtenissen in het Testament van Jakob  hebben een aanzienlijke gelijkenis met die van het  Testament van Isaak

## Achtergrond
De tekst van het Testament van Jakob  is alleen bewaard gebleven in het Arabisch, Koptisch en Ethiopisch. De tekst heeft in de Koptisch-Orthodoxe Kerk de functie om de sterfdag van Jakob te gedenken. Er zijn een groot aantal christelijke elementen in de tekst. Dat zijn waarschijnlijk bewerkingen die door de populariteit van de tekst in de Koptische kerk in een later stadium zijn aangebracht. De tekst heeft echter een joods karakter behouden.  
Een meerderheid op het vakgebied is van opvatting dat de oorspronkelijke tekst in het Grieks in Egypte eind tweede of begin derde eeuw geschreven moet zijn. Zowel het  Testament van Abraham als het  Testament van Isaak getuigen van een universalistisch type jodendom. Dat is bij het  Testament van Jakob minder het geval. Hier wordt in tegenstelling tot de beide andere teksten uitdrukkelijk naar de Torah verwezen als mede naar het handhaven van de Mozaïsche wet. Veel van de beschreven gebeurtenissen verwijzen naar delen van de tekst in Genesis.

## Essentie van de inhoud
God zendt de aartsengel Michaël naar Jakob om hem te informeren over zijn naderende dood. Jakob is bereid dat te accepteren. De belangrijkste reden is dat hij nu in Egypte is en inmiddels opnieuw zijn zoon Jozef weer heeft gezien. Na enige tijd arriveert een andere engel, die op Isaak lijkt. Dat maakt Jakob onrustig. De engel blijkt echter zijn beschermengel te zijn De engel heeft Jakob gered in moeilijke situaties met Laban, zijn eigen tweelingbroer Esau en nog een aantal andere gevaren. De engel verzekert hem dat hij Jakob in de hem nog resterende tijd ook zal beschermen. Na het vertrek van de engel vraagt Jakob aan Jozef hem te beloven dat deze zijn stoffelijk overschot zal bijzetten in het graf van zijn voorouders in Kanaän. Hierna zegent Jakob zijn kleinzoons Efraïm en Manasse. Hierna volgt in de tekst een samenvatting van de zegen van Jakob aan zijn twaalf zoons zoals die verhaald wordt in Genesis. 
Jakob maakt vervolgens een voorbereidende reis naar het hiernamaals, waar hij zowel de hel als het paradijs ziet. Hij keert terug naar aarde en overlijdt op de leeftijd van honderdenzevenenveertig jaar. Engelen dalen af naar de aarde en nemen zijn ziel mee naar de hemel. Jozef laat het lichaam van Jakob balsemen op de Egyptische wijze. Na vele dagen van rouw brengt een grote processie van Egyptenaren en Israëlieten het lichaam naar Kanaän. 
Het laatste deel van de tekst zijn conclusies en aanbevelingen van de verteller. Hij legt  de nadruk op het lezen van de Torah en stelt het leven van de aartsvaders als voorbeeld voor iedereen. Veel gebed en vasten is absoluut noodzakelijk maar ook het geven van aalmoezen en het hebben van mededogen. Vermijd gevaar, seksuele immoreel gedrag en gedenk ieder jaar de aartsvaders op hun sterfdag,  Alle mensen zullen immers op de Dag des oordeels een bemiddelaar nodig hebben. 